# Pišece
Pišece – wieś w Słowenii, w gminie Brežice. W 2018 roku liczyła 352 mieszkańców.